# Remote Application Platform
Le Remote Application Platform (RAP, anciennement Rich Ajax Platform) est un projet de logiciel libre du Eclipse Technology Project qui vise à permettre aux développeurs de construire des RIA (Rich Internet Application) en AJAX tout en utilisant le modèle de développement, les plugins et l'API Java d'Eclipse. Il peut être considéré comme un équivalent pour le développement web de Rich Client Platform (RCP). L'API est très similaire à RCP, ce qui permet aux développeurs maîtrisant RCP de réutiliser facilement leurs connaissances. RAP encourage le partage de code entre les applications RCP et RAP pour simplifier le développement d'applications nécessitant à la fois des interfaces web et bureau.